# Sylvain Gontard
Sylvain Gontard (* 14. April 1973) ist ein französischer Jazzmusiker (Trompete, Flügelhorn, Komposition).

## Leben und Wirken
Gontard absolvierte das Studium als klassischer Trompeter am Regionalkonservatorium in Cergy-Pontoise. Nachdem er 1995 den ersten Preis als Solist beim Jazzwettbewerb in Etrechy und 1996 beim Wettbewerb in Paris-Montmartre gewonnen hatte, beschloss er, seine Ausbildung am Conservatoire national supérieur de musique et de danse de Paris in der Jazzklasse fortzusetzen, wo er im Jahr 2000 sein Diplôme de Formation Supérieure mit Auszeichnung erhielt.
Danach war Gontard Mitglied des Medium Ensemble von Pierre de Bethmann, der Bigband von Laurent Cugny, des Laurent Mignard Duke Orchestra, Ludovic de Preissac Septet, La Cricca d’Umberto  sowie der Bands von Dominique Fillon, René Urtreger, Jean-My Truong, Dany Doriz, Toufic Farroukh sowie von Jean-Christophe Cholet & Diagonal (Back in Tunisia). Auch gehörte er zu Nojazz. In diesen Formationen konzertierte er auch auf den Festivals von Marciac, Vienne und Nizza sowie in Mitteleuropa und Asien.
Gontard ist zudem mit Wynton Marsalis, Kenny Wheeler, Dee Dee Bridgewater, Nikki Yanofsky, Paolo Fresu, Eddy Louiss, Manu Dibango, Rhoda Scott, Archie Shepp, Frank Lacy, Joey Baron, Didier Lockwood, Riccardo Del Fra, dem Orchestre National de Jazz unter Claude Barthélemy, Jean-Marie Machado, Patrice Caratini oder Andy Emler aufgetreten. Er ist weiterhin an Tonträgern von Gérard Badinis Super Swing Machine, Ray Lema und The Red Star Orchestra beteiligt. Nach Angaben von Tom Lord war er zwischen 2002 und 2018 an 20 Aufnahmesessions im Bereich des Jazz beteiligt. Weiterhin interpretierte er Neue Musik. Stilistisch offen begleitete er zudem Lenny Kravitz, Jean-Louis Aubert, Natalie Dessay und französische Chansoniers wie Mano Solo, Babx, Karpatt, Roberto Alagna (Le Chanteur). Mit dem Star Academy Live Orchestra tourte er zwischen 2004 und 2008 mit Al Jarreau, Lionel Richie, Liza Minnelli, Beyoncé und Johnny Hallyday.
Gontard unterrichtet an den Konservatorien von Cergy und von Noisiel.